# Снег
Снег (ијек. снијег) је падавина у облику ледених кристала воде, која се састоји од мноштва пахуљица. Иако се састоји од малих, неправилних делова, снег је у ствари зрнасти материјал. Има отворену и меку структуру, док се не нађе под спољашњим притиском. Снег се формира када водена пара сублимира високо у атмосфери на температури мањој од 0 °C (32), и након тога падне на земљу. Снег такође може бити вештачки направљен коришћењем снежних топова, који у ствари праве ситна зрна сличнија крупи.
Снег се задржава у облику замрзнуте кристалне воде током свог животног циклуса, почевши од времена кад се под подесним условима кристали леда формирају у атмосфери, увећају до милиметарске величине, преципитирају и акумулирају на површини, затим долази до метаморфозе у месту, и ултимативно до топљења, склизавања или сублимације. Мећаве се формирају и развијају хранећи се на изворима атмосферске влаге и хладног ваздуха. Пахуљице нуклеирају око честица у атмосфери привлачењем потхлађених водених капљица, које се смрзавају у кристале хексагоналног облика. Пахуљице попримају мноштво облика, основни међу којима су плочице, игле, стубићи и иње. При акумулацији снега могу се формирати снежни наноси. Током времена, долази до метаморфозе акумулираног снега, путем синтерисања, сублимације и замрзавања-одмрзавања. Док је клима довољно хладна за акумулацију из године у годину, може доћи до формирања ледника. У супротном, снег се обично сезонски топи, узрокујући одлив у потоке и реке и обнављање подземних вода.
Главне области подложне снежним падавинама обухватају поларне регионе, горње делове северне хемисфере и планинске регионе широм света са довољним количинама влаге и ниским температурама. На јужној хемисфери, снег је углавном ограничен на планинске области, изузев Антарктика.

Снег утиче на људске активности као што је транспортација: креирајући потребу за чишћењем путева, колосека и аеродрома; пољопривреда: пружајући воду за усеве и стварајући потребу за заштитом стоке; на спортове као што је скијање, сноубординг, вожња снегохода; и ратовање: отежавајући циљне аквизиције, деградирајући перформансе бораца и материјала, те ограничавајући мобилност. Снег утиче на екосистеме, тако што пружа изолациони слог током зиме под којим биљке и животиње могу да преживе хладноћу.

## Појава
Снежне падавине зависе од доба године и локације, која укључује географску ширину, надморску висину и друге факторе који уопштено утичу на временске прилике.
Неке планине, од којих и неке близу екватора, имају стални снежни покривач на врху, укључујући Килиманџаро у Танзанији. Обрнуто, многи дијелови Арктика и Антарктика имају малу количину снежних падавина, упркос великој хладноћи.
Највеће укупне падавине на свету су измерене на планини Маунт Бејкер (Вашингтон, САД) током сезоне 1998-1999. када су износиле 28 метара, а највећа количина дневних падавина је измерена на Сребрном језеру (Колорадо, САД) 1921. године и износи 1,93 метара.

## Рекреација
Врсте рекреације за које је неопходан снег:
- зимски спортови попут скијања, санкања и других спортова
- прављење Сњешка Бијелића или кула од снега
- грудвање (међусобно гађање грудвама, збијеним снежним куглама)

На местима гдје је довољно хладно, али нема падавина, могуће је користити снежне топове за довољну количину снега за зимске спортове.
Снег компресован у блокове се у неким деловима света користи као материјал за градњу објеката, нпр. иглу (снежне куће).

## Преципитација
Снег се развија у облацима који су сами део ширег временског система. Физика развоја снежних кристала у облацима произилази из комплексног сета променљивих међу којима су садржај влаге и температура. Резултирајући облици падајућих и палих кристала се могу класификовати у бројне основне облаке и њихове комбинације. Понекад, неке плочасте, дендритске и звездано обликоване пахуље могу да се формирају под чистим небом при веома ниским температурама.

### Формирање облака
Снежни облаци се обично јављају у контексту већих временских система, најважнији од којих су области ниског притиска, које типично инкорпорирају топле и хладне фронтове као део њихове циркулације. Два додатна и локално продуктивна извора снега су олује услед ефекта језера (такође ефекта мора) и ефекат елевације, посебно у планинама.

#### Области ниског притиска
Циклони средње географске ширине су области ниског притиска које имају способност продукције свега од облачности и благих снежних олуја до јаких близарда. Током јесени, зиме, и пролећа дате хемисфере, атмосфера над континентима може да буде довољно хладна кроз дубину тропосфере да узрокује снежне падавине. На северној хемисфери, северна страна области ниског притиска производи највише снега. За јужне средње географске ширине, страна циклона која производи највише снега је јужна страна.

#### Фронтови
Хладни фронт, водећи руб хладније ваздушне масе, може да произведе фронталне снежне олује — интензивне фронталне конвективне линије (слично кишном појасу), кад је температура близу тачке смрзавања на површини. Јака конвекција која се развија има довољно влаге да произведе побељавајуће услове на местима преко којих линија прелази док ветар узрокује интензиван снег. Овај тип снежних олуја генерално траје мање од 30 минута у било којој тачки дуж пута фронта, док кретање линије може да покрије велика растојања. Фронталне олује се могу формирати на кратким растојањима испред површине хладног фронта или иза њега где се може јавити продубљавајући систем ниског притиска или серија коритастих линија које делују слично традиционалним хладним фронталним пролазима. У ситуацијама где се олује развију постфронтално, није необично да се јаве два или три линеарна олујна појаса који пролазе у брзом следу раздвојени растојањем од само 40 km тако да сваки пролази дату тачку око 30 минута након претходног. У случајевима где постоји велика количина вертикалног раста и мешања, олуја може да развије угњеждене кумулонимбусне облаке што доводи појава муња и грмљавине које се називају снежним грмљавинама.
Топли фронт може да произведе снег током једног периода, док се топао, влажан ваздух испиње испод смрзавајућег ваздуха чиме се креира преципитација у граничним зонама. Често долази до прелаза снега у кишу у топлим секторима иза фронта.

#### Утицаји језера и океана
Снег језерског ефекта се формира током током хладнијих атмосферских услова кад се хладна ваздушна маса креће преко великих пространстава топлије језерске воде. Долази до загревања нижег слога ваздуха који преузима водену пару из језера и подиже се кроз хладнији горње слојеве ваздуха, смрзава и бива депонован на обалама лоцираним у смеру ветра.
Исти ефекат се јавља преко тела слане воде, и тад се назива океанским ефектом или заливским снежним ефектом. Ефекат је појачан кад се покретна ваздушна маса подиже под орографским утицајем виших надморских висина на обале под ударом ветра. Ово подизање може да произведе уске али веома интензивне појасе преципитације, који сваким сатом полажу слој од неколико центиметара снега, што често резултира у великој количини укупних снежних падавина.
Области које су под утицајем снежног ефекта језера се називају снежни појаси. Овим су обухваћене области источно од Великих језера, западне обале северног Јапана, Камчатско полуострво у Русији, и области у близини Великог сланог језера, Црног мора, Каспијског мора, Балтичког мора, и делова северног Атлантског океана.

#### Утицаји планина
Орографске или рељефске снежне падавине се формирају кад су ваздушне масе потиснуте ветром присиљене да се крећу уз стране нагнутих копнених формација, као што су велике планине. Подизање ваздуха уз обронке планина или венаца доводи до адијабатског хлађења, и ултимативно кондензације и преципитације. Влага се уклања орографским подизањем, остављајући сув, топлији ваздух на силазној, заветринској страни. Резултирајућа повећана количина снежних падавина и пад температуре са елевацијом значе да се дубина снега и сезонска истрајност снежног наноса повећава са порастом елевације у подручјима подложним снегу.

### Физика облака
Снежна пахуљица се састоји од око 1019 молекула воде, који су додати на своју основу различитим брзинама и у различитим обрасцима, у зависности од промене температуре и влажности унутар атмосфере кроз коју пахуљица пада на свом путу до земље. Као резултат тога, снежне пахуљице међусобно варирају, мада следе сличне обрасце.
Снежни кристали се формирају кад се сићушне потхлађене капљице у облацима (око 10  у пречнику) замрзну. Ове капљице имају способност задржавања у течном стању на температурама нижим од −18 °C (0 °F), пошто да би се замрзле, неколико молекула у капљици морају да путем случајног сусрета формирају аранжман сличан оном у ледној решетки. Затим се капљица замрзава око овог „језгра”. У топлијим облацима, аеросолна честица или „ледено језгро” мора бити присутно у (или у контакту са) капљицом и да делује као језгро. Ледена језгра су веома ретка у поређењу са кондензационим језгрима облака на којима се формирају капљице течности. Глина, пустињска прашина и биолошке честице могу да служе као језгра. Вештачка језгра обухватају честице сребро јодида и сувог леда, и она се користе за симулирање пертурбација осемењавања облака.
Кад је једном капљица замрзнута, она расте у суперзасићеном окружењу — оном у коме је ваздух засићен релативно на лед кад је температура испод тачке замрзавања. Капљице затим расту путем дифузије молекула воде у ваздуху (пари) на површину ледених кристала где се се они сакупљају. Пошто су водене капљице знатно бројније од кристала због њиховог изузетног обиља, кристали имају способност раста до стотина микрометара или милиметара на рачун водених капљица путем Вегенер–Бергерон–Финдејсеновог процеса. Кореспондирајуће исцрпљивање водене паре узрокује да кристали леда расту на рачун капљица. Ови велики кристали су ефикасан извор преципитације, пошто они падају кроз атмосферу услед њихове масе, и може доћи до судара и спајања у кластере, или агрегације. Ови агрегати су снежне пахуљице, и они су обично тип ледених честица који пада на земљу. Мада је лед прозрачан, расипање светлости на кристалним странама и шупљинама/имперфекцијама узрокује да су кристали обично бели услед дифузне рефлексије целог спектра светлости на малим честицама леда.

### Класификација снежних пахуљица
Микрографија хиљада снежних пахуљица од 1885 на овамо, почевши од Вилсона Алвина Бентлија, открила је широку разноликост пахуља унутар класификованог скупа шаблона. Запажени су блиско слични кристали снега.
Накаја је развио дијаграм кристалне морфологије, који се односи на кристалне облике груписане према температури и степену влаге под којима су формирани, што је сумирано у следећој табели.
| Температурни опсег | Температурни опсег | Опсег засићења | Опсег засићења | Типови снежних кристала    | Типови снежних кристала  |
| °C                 | °                  |                |                | испод засићења             | изнад засићења           |
| ------------------ | ------------------ | -------------- | -------------- | -------------------------- | ------------------------ |
| 0 — −3,5           | 32—26              | 0,0—0,5        | 0,000—0,013    | Чврсте плоче               | Танке плоче Дендрити     |
| −3,5 — −10         | 26—14              | 0,5—1,2        | 0,013—0,032    | Чврсте призме Шупље призме | Шупље призме Игле        |
| −10 — −22          | 14 — −8            | 1,2—1,4        | 0,032—0,038    | Танке плоче Чврсте плоче   | Секторске плоче Дендрити |
| −22 — −40          | −8 — −40           | 1,2—0,1        | 0,0324—0,0027  | Танке плоче Чврсте плоче   | Стубови Призме           |

Накаја је открио да облик такође зависи од тога да ли превалентна влага изнад или испод нивоа засићења. Форме испод прага засићења су у већој мери чврсте и компактне. Кристали који су формирани у суперзасићеном ваздуху су углавном осетљиви, деликатни и украшени. Многи компликованији обрасци раста су такође формирани као бочне равни, розете метака и други планарни типови у зависности од услова и ледених језгара. Ако кристал почне да се формира у режиму стубног раста, на око −5 °C (23 °F), и затим западне у топлији равни сличан режим, онда изничу плоче или дендритски кристали на крајевима стуба, производећи такозван „затворене стубове”.
Магоно и Ли су произвели класификацију слободно формираних снежних кристала која обухвата 80 дистинктних облика. Они су документовали сваки од њих микрографијама.